# ツィクロン
ツィクロン（Циклон, ラテン文字転写の例:Tsiklon）はソビエト連邦・ウクライナ共和国で開発された使い捨てロケット。本項目ではツィクロンとその派生型を記す。

## ツィクロンシリーズ
ツィクロンには派生型としてツィクロン-2とツィクロン-3があり、アメリカ国防総省によってそれぞれSL-11とSL-14として知られている。
2段式のツィクロン-2は1969年8月6日にカザフスタンのバイコヌール宇宙基地から初号機が打ち上げられ、2006年に退役した。再着火可能な3段を特徴とするツィクロン-3は1977年1月24日にプレセツク宇宙基地から初号機が打ち上げられ、2009年1月30日のコロナス・フォトン衛星の打ち上げを持って退役した。ツィクロン-4は開発中で2015年に初打ち上げを予定している。

### 打ち上げ実績
|              | Р-36-O         | ツィクロン （ツィクロン-2A） | ツィクロン-2  | ツィクロン-3  | ツィクロン-4 |
| ------------ | -------------- | ---------------------------- | ------------- | ------------- | ------------ |
| 段数         | 2              | 2                            | 2             | 3             | 3            |
| 打ち上げ回数 | 24             | 8                            | 106           | 122           |              |
| 成功         | 16             | 6                            | 105           | 114           |              |
| 失敗         | 7              | 1                            | 1             | 5             |              |
| 部分的失敗   | 1              | 1                            |               | 3             |              |
| 成功率       | 66,67%         | 75%                          | 99,06%        | 93,44%        |              |
| 初打ち上げ   | 1965年12月16日 | 1967年10月27日               | 1969年8月6日  | 1977年6月24日 |              |
| 最終打ち上げ | 1971年8月8日   | 1969年1月25日                | 2006年6月25日 | 2009年1月30日 |              |
| 現在の状態   | 退役           | 退役                         | 退役          | 退役          | 開発中       |

## ツィクロン
GRAUインデックスは11K67で、サイクロン (Cyclone) とも呼ばれる。主にコスモス衛星を低軌道へ打ち上げる用途に使用されていた。ツィクロン-2Aとして表記される場合があるが、後に生産されたツィクロン-2とは別の機種である。
ツィクロンミハイル・ヤンゲリによって設計されたR-36 ICBM（NATOの表記ではSS-9、Scarp）を基にしており、1967年10月27日に最初の打ち上げが行われた。打ち上げは全てバイコヌール宇宙基地のLC-90射場で行われ、8機のうち7機が成功して1機が失敗した。初期型のツィクロンは1969年に退役し、以降は改良派生型のツィクロン-2やツィクロン-3が使用された。
ツィクロンはユージュノエ設計局が設計してユージュマシュが生産した（両方ともウクライナ共和国のドニプロペトロウシクにある）。制御装置はウクライナ共和国のハルキウにあるNPO "Electropribor"によって設計された。

## ツィクロン2
ツィクロン-2（Tsiklon-2）はツィクロン-M（Tsyklon-M）、GRAUインデックスでは11K69としても知られ、ソビエト連邦とウクライナで人工衛星の打ち上げに使用されたロケットである。R-36 ICBMから派生したツィクロン系列の一つで、全長は39.7メートル (130 ft)、燃料を充填した状態の重量は182トンである。初打ち上げは1969年8月6日。2006年6月24日の最終打ち上げまで106回打ち上げられた。
引退当時運用されていた世界のロケットの中で最も信頼性の高いロケットのひとつで、106回の打ち上げの中で失敗はわずか1回だけで、63機全機の打ち上げに成功したアトラスIIに次いで2番目に信頼性の高いロケットである。将来の近代化とアンガラ・ロケットのような全ロシア製のロケットへの切り替えにより引退した。

## ツィクロン3
ツィクロン-3は、Tsiklon-3、GRAUインデックスでは 11K68としても知られるソビエト連邦とウクライナで人工衛星の打ち上げに使用されたロケットである。R-36 ICBMから派生したツィクロン系列の一つで、全長39.27メートル (128.8 ft)で燃料を充填した状態の重量は186から190トンである。初打ち上げは1977年6月24日。2009年1月30日の最終打ち上げまで122回打ち上げられた。
2000年12月27日、6機のロシア製人工衛星を載せたツィクロン-3が衛星の軌道投入に失敗した。第3段の電気系統が失敗の原因として疑われている。
アンガラ・ロケットのような全ロシア製ロケットの開発や、毒性の強いハイパーゴリック推進剤を使用する事が原因で引退した。

## ツィクロン4
ツィクロン-4またはサイクロン-4、Tsiklon-4は、ウクライナの商業衛星打ち上げロケットである。ツィクロン3に新たに開発された3段目と大型のペイロードフェアリングと改良された誘導装置を備える事により打ち上げ重量と軌道投入制度が向上した。制御装置はJSC "Khartron"によって開発中である。ツィクロン-4は太陽同期軌道へ1.5トン、低軌道へ5トンの軌道投入能力を有するロケットだったが、エンジンはロシアのエネゴマシュ製でウクライナからブラジルへの輸出にはロシアの輸出承認が必要だった。

### 開発の歴史
2006年の初打ち上げを目指して2002年に開発が始まったが、開発と製造が遅延し、初打ち上げの予定は2012年に遅れた。2004年にはツィクロン4による衛星打ち上げ業務を請け負うアルカンタラ・ツィクロン・スペース(Alcântara Tsyklon Space)が設立されている。
2008年には、ブラジルが計画から撤退し代わりにロシアとアンガラ・ロケットの派生機種の共同開発を行うと報告された。しかし、2009年末にウクライナ大統領のヴィクトル・ユシチェンコとブラジル大統領のルイス・イナシオ・ルーラ・ダ・シルヴァは最初のツィクロン4を2010年末にアルカンタラから打ち上げる事を含む共同宣言に署名した。
ウクライナはツィクロン-4の設計の95%を所有し、ロシアは5%の所有とされ、ロシア製の部品に依存せずに製造する事は可能だったとされる。しかし、地理的、歴史的にウクライナにとってロシアは最も重要なパートナーであり、ツィクロン-4のような単一の計画のためにこれまで築き上げてきたでロシアとの協力関係を損ねる事は避けなければならない状況だった。ブラジルとの協力に合意した当時、ロシア、ウクライナ、アメリカの合弁事業のシーロンチは一定の成功を収めていた。ロシアとしてはウクライナが宇宙開発の活動において"自立"する事は望ましくなく、自国側の陣営に留めて置く意図があったとされる。
当初の予定では2010年に最初の打ち上げの予定だったが、ウクライナの政権交代、資金難、ロシアからの知的財産の問題の未解決により遅延した。
2013年4月現在、2014年11-12月に打ち上げは延期され、2013年10月には2015年末へとさらに延期され、その後2016年の打ち上げを目指して10億R$投資したが投資額に見合った成果が得られず、2015年4月にブラジルからの打ち上げ計画は中止するとの報道が行われた。なお、初号機の打ち上げでは、日本の国立天文台が開発した小型衛星Nano-JASMINEを搭載する予定だった。

### 仕様
ツィクロン3の1段目と2段目を使用し、3段目は新しく開発された。
- 3段目の推進剤の容量は3倍になった。
- 新たに開発された再着火機能(3回から5回)を備えるRD-861K。
- 近代化された西側製のような制御装置によって正確な軌道へ投入が可能になった。
- アリアン4のフェアリングの派生型を開発中。直径4mで内部の温度と清浄度が制御される。
- 推進剤の補給時に毒性の蒸気を捕集する事により手順が向上した。
- 5500kgを高度500kmの低軌道へ、または1700kgを静止トランスファ軌道へ投入することができる[18]。

## アルカンタラ・ツィクロン・スペース
2006年にはウクライナとの合弁事業としてブラジルのアルカンタラ射場からツィクロン-4を打ち上げるためにAlcântara Cyclone Spaceが設立されたが、2015年7月に中止された。
他の打ち上げ施設としてバイコヌール宇宙基地やプレセツク宇宙基地も予定されると報告された。